# Persebaya Surabaya
El Persebaya Surabaya es un equipo de fútbol de Indonesia que milita en la Liga 1 de Indonesia.

## Historia
Fue fundado en el año 1927 en la ciudad de Surabaya, en Java Oriental y cuenta con 2 títulos de Liga y 1 título de Copa. Cuenta con un grupo de aficionados conocido como Bondo Nekat, conocidos por sus actos violentos al estilo de los hooligans de Inglaterra.
A nivel internacional ha participado en 4 torneos continentales, donde nunca ha podido superar la Primera Ronda.

## Palmarés
| Competición nacional            | Títulos                      | Subcampeonatos                                                |
| ------------------------------- | ---------------------------- | ------------------------------------------------------------- |
| Perserikatan (4/8)              | 1951, 1952, 1975-76, 1987-88 | 1938, 1941, 1942, 1964-65, 1969-71, 1971-73, 1986-87, 1989-90 |
| Liga 1 de Indonesia (2/2)       | 1996-97, 2004                | 1998-99, 2019                                                 |
| Indonesian Premier League (0/1) |                              | 2011-12                                                       |
| Liga 2 de Indonesia (3/0)       | 2003, 2006, 2017             |                                                               |
| Piala Indonesia (1/0)           | 1990                         |                                                               |